# Csere-hegyi kilátó
Csere-hegyi kilátó a Balaton-felvidéken, Alsóörs és Balatonalmádi között, de Alsóörs közigazgatási határán belül található kilátó.

## Az első torony
Padányi Gulyás Jenő tervei alapján épült 1935-ben, a 298 méter magas Csere-hegyre. A kilátó permi vörös homokkőből épült, s a reneszánsz és a gótika jegyeit viselte magán. Ez volt az első kőből épült kilátó a Balaton-felvidéken. A kilátó eredetileg 6,5 méter magasra épült, mert a környező fák alacsonyabbak voltak. Hamar a turisták közkedvelt célpontjává vált. Eredeti neve Horthy Miklós-kilátó volt, melyet az 1950-es években Szabadság-kilátóra kereszteltek.

## Újjáépítés
A kilátót sokat rongálták a nyári üdülőszezonban a Balatonalmádi gyermektáboraiban megszálló fiatalok, és az idő múltával a kilátó veszélyessé vált, ezért 1998-ban bezárták. Az alsóörsiek megalapították a Kilátóért egyesületet, mely azért küzdött hogy a kilátót újjáépítsék. 2001-ben a Széchenyi-terv keretén belül megszerezték a felújításhoz szükséges 35 millió forint felét, a másik feléről az alsóörsi önkormányzat gondoskodott. 2001-ben megkezdődött a felújítás, mely igen lassan haladt a terepviszonyok miatt. A kilátót megtoldották egy 5 méteres fa magaslattal, így a kilátó ma 11,5 méter magas. A kilátó mellé építettek továbbá egy gondnoki házat, mely a vandalizmus okozta károk elkerülése miatt volt szükséges, így ugyanis biztosítani tudták a kilátó, és a hozzá tartozó épületegyüttes 24 órás védelmét. A kilátóhoz vezető utat is felújították, valamit Kiállító épületet is építettek a kilátóhoz, mely jelenleg a helyi művészeknek szolgál galériaként. Bevezették a közműveket, és egy nyáron nyitva tartó büfét is létesítettek. Az építési munkálatokat a helyi építészmesterek végezték. A kilátó nevét az önkormányzat Csere-hegyi kilátóra változtatta.

## Kilátás
A kilátóból látni lehet a Balatont, a környező hegyeket, Alsóörsöt, Balatonalmádit, Felsőörsöt, Lovast, Balatonfüredet vagy a Tihanyi-félszigetet. Tiszta időben látni lehet a Somogyi-dombságot, Veszprémet és a Bakonyt is.

## Megközelítés
Alsóörsről
- az Endrődi Sándor utca felől, a kék turistajelzést követve

Balatonalmádiból
- a Szabadságkilátó utcáról a kék turistajelzést követve
- a Tábor utcáról a sárga turistajelzést követve
- a Galagonya utcáról a sárga kereszt turistajelzést követve

Felsőörsről
- az Almádi útról, a sárga háromszög turistajelzést követve (autóval is járható)